# 샤프 파워
샤프 파워(Sharp Power)는 한 국가가 대상 국가의 정치 체제에 영향을 미치고 약화시키기 위해 조작적인 외교 정책을 사용하는 것이다.

## 역사
NED(전미민주주의기금)는 2017년 11월에 "샤프 파워"(19세기 초부터 사용됨)라는 용어를 대중화했다. 이는 권위주의 정부가 채택한 공격적이고 전복적인 정책을 민주주의 국가의 국가 권력 투사로 묘사하는 포린 어페어스 잡지의 기사에 실렸다. 하드 파워나 소프트 파워로 설명할 수 없는 정책이다. NED 기사에서는 샤프 파워의 예로 러시아 정부가 자금을 지원하는 RT 뉴스 네트워크와 중국 정부가 후원하는 공자학원 교육 파트너십을 구체적으로 언급하고 있다. NED에 따르면, 독재 국가는 "반드시 "마음과 생각"(소프트 파워 노력에 대한 일반적인 기준 틀)을 얻으려고 노력하는 것은 아니지만 확실히 대상 청중에게 전달되는 정보를 왜곡하여 대상 청중을 조작하려고 노력하고 있다.
2018년부터 '샤프 파워'라는 용어는 뉴스 기사, 학술 토론, 의회 청문회에서 사용되었다. 중국공산당 대표들은 자국이 샤프파워 관행에 가담했다는 서방의 주장을 일축하면서 이 표현을 사용했다.

## 같이 보기
- 소프트 파워
- 하드 파워
- 스마트 파워
- 전력투사
- 힘 (국제 관계)
- 권력
- 심리전, 선전 (사회학)